# Marino Zorzi

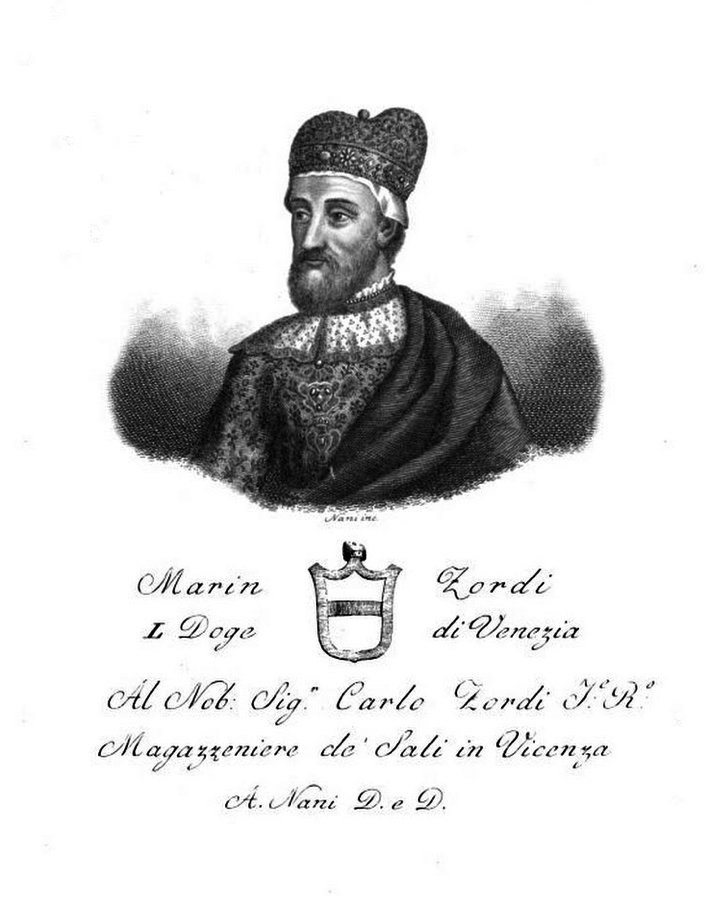
Doge Marino Zorzi

Wapenschild van Marino Zorzi

Marino Zorzi (Venetië, circa 1230 – Venetië, 3 juli 1312) was de 50e doge van de republiek Venetië. Hij regeerde slechts 11 maanden (augustus 1311 – juli 1312).

## Levensloop
De 80-jarige Zorzi werd eerder toevallig verkozen tot doge; hij had geen enkele ambtelijke of diplomatieke ervaring. Naar verluidt werd Zorzi verkozen omdat hij voorbij het venster van de senaat stapte om brood aan de gevangenen te geven. Voor de senatoren was Zorzi de geknipte figuur te midden 2 rivaliserende fracties in Venetië. Venetië lag immers overhoop met paus Clemens V die het verlies van Ferrara niet vergeten was. De Venetianen hadden Ferrara veroverd op de Pauselijke Staat in de jaren 1308-1309. In Venetië zelf waren er spanningen tussen de pausgezinden of Welfen (die vrede wilden) en de tegenstanders, die Ferrara wilden behouden. Zorzi had de bijnaam de heilige, omwille van zijn onberispelijke levenswandel.
Tijdens het bestuur van Zorzi moest de stad het hoofd bieden aan meerdere natuurrampen.
Na zijn dood werd hij begraven op het kerkhof van de kerk van Santi Giovanni e Paolo. Het volk vroeg aan de weduwe zijn kleren, alsof het relieken van een heilige waren. Doch kort nadien wist niemand nog waar Zorzi begraven lag op het kerkhof.